# London–Edinburgh–London
London–Edinburgh–London (LEL) ist ein Radmarathon, der in Form eines Brevet durchgeführt wird. Das bedeutet, dass jeder Teilnehmer seine Fahrweise und Pausen auf der rund 1400 km langen Strecke selbst bestimmt. Das Zeitlimit beträgt 116:40 Stunden, was einer Durchschnittsgeschwindigkeit von genau 12 km/h inklusive aller Pausen entspricht.
LEL gilt als britisches Gegenstück zu Paris–Brest–Paris (PBP) und findet ebenso alle vier Jahre statt (zuletzt 2017), und zwar jeweils zwei Jahre nach bzw. vor PBP. Vom Startort bei London geht es ins schottische Edinburgh und zurück. Es handelt sich um den längsten regelmäßig durchgeführten Radmarathon, der als BRM (Brevet Randonneur Mondiaux) anerkannt wird.
Der Radmarathon fand erstmals 1989 mit 29 ausschließlich britischen Teilnehmern statt, von denen 26 innerhalb des Zeitlimits angekommen sind. Die Strecke war 1300 km lang und ein Abschnitt führte über die berüchtigte Landstraße A68. Erfolgreiche Teilnehmer werden deswegen manchmal als Mitglieder des „A68-Clubs“ bezeichnet. Der Startort war Doncaster, der Wohnort des Organisators. Bei der fünften Ausrichtung im Jahre 2005 traten 306 Teilnehmer aus zahlreichen Ländern an, darunter Japan, Russland, Australien, USA und Kanada. 246 Radfahrer kamen innerhalb des Zeitlimits ins Ziel. Als Startort konnte man zwischen Cheshunt, etwa 16 km nordöstlich von London-Mitte, und Thorne wählen, das nicht weit von Doncaster liegt.
2009 gab es einige Änderungen: Startort war ausschließlich Cheshunt, dafür hatte man die Wahl zwischen den Startzeiten 8, 14 und 20 Uhr. Ebenso konnte man sein Zeitlimit vorwählen, und zwar zwischen 116:40 Stunden, 105:16 und 93:20 Stunden. Diese entsprechen einer Durchschnittsgeschwindigkeit von 12, 13,3 und 15 km/h. Der Ausrichter bot dabei zu jeder Startzeit alle drei Zeitlimits an, während bei PBP die Startzeit von der Wahl des Zeitlimits abhängt. Die letzte Austragung wurde aufgrund der COVID19-Pandemie um ein Jahr verschoben und fand zwischen dem 7. und 12. August 2022 statt. Die nächste Austragung findet vom 3. bis 8. August 2025 statt. Der Veranstalter kündigte im August 2023 eine umfassende Änderung der Streckenführung an.